# Paweł Bromski
Paweł Wacław Bromski (ur. 3 sierpnia 1948 w Bolesławcu) – polski filozof, urzędnik państwowy i samorządowiec, doktor nauk humanistycznych, profesor i rektor Wyższej Szkoły Stosunków Międzynarodowych i Amerykanistyki w Warszawie.

## Życiorys
Urodził się i wczesne dzieciństwo spędził w Bolesławcu, gdzie jego ojciec był starostą powiatowym. Od 1952 r. mieszka w Warszawie. W 1975 ukończył studia wyższe. Od 1984 do 1994 Dyrektor Przedsiębiorstwa Zagranicznego „Arpol”. W latach 1996–2000 pełnił funkcję doradcy ds. społecznych i politycznych w Urzędzie Komitetu Integracji Europejskiej oraz doradcy przewodniczącego NSZZ Rolników Indywidualnych „Solidarność”. W 2000 na Wydziale Filozofii Chrześcijańskiej Uniwersytetu Kardynała Stefana Wyszyńskiego uzyskał stopień doktora nauk humanistycznych w zakresie historii filozofii na podstawie napisanej pod kierunkiem Mieczysława Gogacza pracy pt. Relacje osobowe i osoba jako podmiot tych relacji we współczesnej filozofii realistycznej. W 2004 roku wszedł w skład Rady Programowej Spółki „Telewizja Polska” S.A. Od roku 2006 członek Rady Fundacji „EkoFundusz”. 
W 2006 r. objął stanowisko rektora Wyższej Szkoły Stosunków Międzynarodowych i Amerykanistyki w Warszawie. Wybrano go także rektorem powiązanej z nią Wyższej Szkoły Komunikowania, Politologii i Stosunków Międzynarodowych w Warszawie (co zostało uznane za nieważne ze względu na niemożliwość kierowania więcej niż jedną uczelnią). Oprócz tego wykładał m.in. w Wyższej Szkole Nauk Pedagogicznych oraz Szkole Głównej Krajowej w Warszawie, zasiadał też w organach spółek zarządzających tymi szkołami wyższymi. Z okresem zarządzania przez niego uczelnią wiążą się zarzuty o wyprowadzanie pieniędzy z jej konta oraz niezgodnego z prawem przejmowania władzy w szkole wyższej, a także o zaległości finansowe za wynajmowane budynki. Wykłada przedmioty: Historia filozofii, Filozofia polityki, Logika. Działacz kulturalny – założyciel (2006) i wiceprzewodniczący zarządu Związku Zawodowego Twórców Kultury. Współorganizator i Przewodniczący I (2009) i II (2015) Kongresu Twórców Kultury Polskiej w Toruniu. W roku 2016 powołany w skład Zespołu doradczego Ministra Nauki i Szkolnictwa Wyższego. 

### Działalność polityczna
Zaangażował się w działalność polityczną w ramach Prawa i Sprawiedliwości. W wyborach parlamentarnych w 2001 otwierał bielską listę okręgową tej partii. W latach 2002–2006 radny rady miejskiej Warszawy – pełnił funkcję wiceprzewodniczącego Komisji Ładu Przestrzennego, wiceprzewodniczącego Komisji Kultury, należał do Komisji Oświaty i Rodziny oraz do Rady ds. Polityki Zatrudnienia. W sierpniu 2006 usunięty z ugrupowania i klubu radnych po kontrowersjach związanych z promowaniem jednej z publicznych wystaw własnym wizerunkiem. W tym samym roku bezskutecznie ubiegał się o reelekcję z listy Ligi Polskich Rodzin.
Jest stryjecznym wnukiem ks. prof. Józefa Bromskiego, znawcy kultur wschodnich, przedwojennego dziekana Wydziału Teologicznego Uniwersytetu im. Józefa Piłsudskiego (obecnie UW) oraz bratem reżysera Jacka Bromskiego.

## Nagrody i wyróżnienia
- Krzyż Służby Niepodległości[potrzebny przypis]

## Publikacje
- Paweł Bromski, Europa ojczyzn: materiały z seminarium pt. "Rola i Znaczenie Ojczyzn w Zjednoczonej Europie", Warszawa: NAVO, 2000, ISBN 978-83-911555-2-3, ISBN 83-911555-2-8, OCLC 45136833 [dostęp 2023-03-11] (pol.). Brak numerów stron w książce
- Paweł Bromski, Człowiek i media: materiały z konferencji "Stan i perspektywy mediów elektronicznych w Polsce", Warszawa: NAVO, 2001, ISBN 978-83-911555-9-2, ISBN 83-911555-9-5, OCLC 749865647 [dostęp 2023-03-11] (pol.). Brak numerów stron w książce
- Paweł Bromski, Człowiek i społeczeństwo: osoba i relacje osobowe w ujęciu współczesnej filozofii realistycznej, Warszawa: NAVO, 2004, ISBN 978-83-87809-96-6, ISBN 83-87809-96-9, OCLC 749801933 [dostęp 2023-03-11] (pol.). Brak numerów stron w książce
- Paweł Bromski, Raport o stanie polskiej kultury: wnioski i postulaty kongresu: Porozumienie Toruńskie 2009-2016, Kongres Twórców Kultury Polskiej, Toruń: White Plum, 2010, ISBN 978-83-62513-00-0, ISBN 83-62513-00-4, OCLC 802141950 [dostęp 2023-03-11] (pol.). Brak numerów stron w książce
- Paweł Bromski, Raport o stanie polskiej kultury: wnioski i postulaty kongresu: II Kongres Twórców Kultury w Toruniu, Warszawa: Wyższa Szkoła Stosunków Międzynarodowych i Amerykanistyki, 2016, ISBN 978-83-934874-6-2, ISBN 83-934874-6-3, OCLC 995627012 [dostęp 2023-03-11] (pol.). Brak numerów stron w książce
- Paweł Bromski, Filozofia i etyka polityki: skrypt, Warszawa: Wyższa Szkoła Stosunków Międzynarodowych i Amerykanistyki, 2016, ISBN 978-83-934874-9-3, ISBN 83-934874-9-8, OCLC 995717342 [dostęp 2023-03-11] (pol.). Brak numerów stron w książce
- Paweł Bromski (red.), Poszukiwanie Dróg Wyjścia i Odnowy. Koncepcje gospodarki opozycji niepodległościowej w latach 1975–1989, Warszawa: Fundacja Walczącym o Niepodległość, Wyklętych, Pokrzywdzonych, Internowanych, Więzionych, Wyższa Szkoła Stosunków Międzynarodowych i Amerykanistyki,, 2018. Brak numerów stron w książce
- Paweł Bromski, Gen wolności: koncepcje polityczne opozycji niepodległościowej w latach 1975-1989: materiały z Konferencji środowisk Niepodległościowych, Warszawa: Agencja Wydawnicza CB, 2019, ISBN 978-83-7339-243-4, ISBN 83-7339-243-2, OCLC 1135330202 [dostęp 2023-03-11] (pol.). Brak numerów stron w książce
- Paweł Bromski, Mieczysław Dudek (red.), Mały słownik filozofii polityki, Radzymin: Wydawnictwo von borowiecky, 2022, ISBN 978-83-66480-75-9, ISBN 83-66480-75-5, OCLC 1352940010 [dostęp 2023-03-11] (pol.). Brak numerów stron w książce